# Коркум, Пол
Пол Коркум (англ. Paul Corkum; род. 30 октября 1943, Сент-Джон, Нью-Брансуик, Канада) — канадский учёный. Труды в основном посвящены лазерной физике. Лауреат многих престижных премий.
Член Королевского общества Канады (1996), Лондонского королевского общества (2005), иностранный член Национальной академии наук США (2009), Российской академии наук (2016).
В 1965 году получил степень бакалавра, в 1967 году получил степень магистра в Университете Акадия. В 1972 году получил степень доктора философии. Его исследования  привели к созданию аттосекундного лазера.

## Награды
Среди наград:
- 2003 — медаль Золотого юбилея королевы Елизаветы II
- 2005 — премия по квантовой электронике IEEE
- 2005 — премия Таунса
- 2006 — премия Артура Шавлова по лазерной физике[англ.]
- 2008 — лекции 3M [6]
- 2008 — канадская золотая медаль Герхарда Херцберга
- 2013 — международная премия короля Фейсала
- 2013 — премия Харви
- 2013 — медаль прогресса (Королевское фотографическое общество)
- 2014 — медаль Фредерика Айвса
- 2015 — Большая золотая медаль имени М. В. Ломоносова от Российской академии наук[7]
- 2017 — Королевская медаль
- 2018 — медаль Исаака Ньютона от британского Института физики
- 2018 — Золотая медаль SPIE
- 2019 — Премия Уиллиса Лэмба
- 2022 — Премия Вольфа по физике
- 2022 — BBVA Foundation Frontiers of Knowledge Award
- 2025 — Медаль Американского физического общества за выдающиеся достижения в исследованиях